# شهرداری ازورگتی
شهرداری ازورگتی (گرجی: ოზურგეთის მუნიციპალიტეტი) یکی از شهرداری‌های گرجستان در ناحیه گوریا است. مرکز اداری آن ازورگتی است.
جمعیت: ۷۸۷۶۰ (سرشماری ۲۰۰۲)
مساحت: ۶۷۵ کیلومتر مربع